# Kontakt (film)

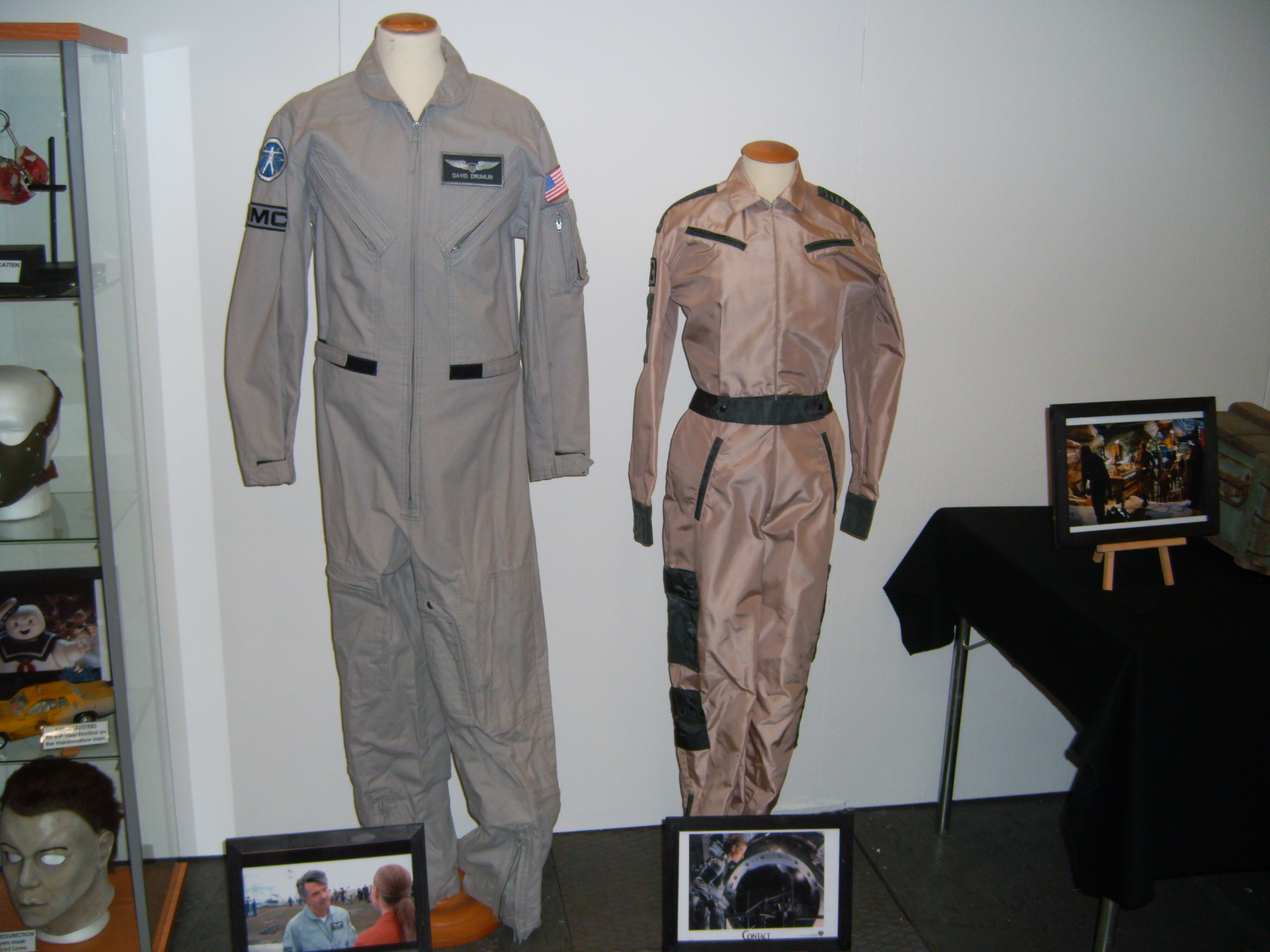
Kläder från filmen på en utställning på Stockholmsmässan 2011.

Kontakt (engelska: Contact) är en amerikansk science fiction–dramafilm från 1997 i regi av Robert Zemeckis. Filmen är baserad på Carl Sagans roman med samma namn från 1985. I huvudrollerna ses Jodie Foster, Matthew McConaughey, James Woods, Tom Skerritt, William Fichtner, John Hurt, Angela Bassett, Jake Busey och David Morse. Filmen hade biopremiär i USA den 11 juli 1997.

## Handling
Doktor Eleanor Arroway har drömt om att få kontakt med utomjordiska civilisationer ända sedan hon var barn. Nu jobbar hon på SETI-projektet, ständigt hotat av budgetindragningar. Men från Vega kommer plötsligt en signal. Så småningom inser man att det är en ritning till en stjärnfarkost.

## Om filmen
Kontakt regisserades av Robert Zemeckis, som även producerat filmen. Manuset bygger på en bok av Carl Sagan. Sagan har själv varit med i processen att överföra boken till film, tillsammans med Ann Druyan, James V. Hart och Michael Goldenberg.
Den amerikanska planetforskaren Carolyn Porco var rådgivare för filmen. Carl Sagan föreslog att skådespelaren Jodie Foster, som spelar huvudrollen som Ellie Arroway, skulle använda Porco som förlaga.
Filmens ljudtekniker nominerades till en Oscar för bästa ljud.

## Rollista i urval
| Jodie Foster        | – doktor Ellie Arroway    |
| Jena Malone         | – Ellie, som ung          |
| Matthew McConaughey | – Palmer Joss             |
| James Woods         | – Michael Kitz            |
| Tom Skerritt        | – David Drumlin           |
| William Fichtner    | – Kent                    |
| John Hurt           | – S.R. Hadden             |
| Angela Bassett      | – Rachel Constantine      |
| David Morse         | – Ted Arroway, Ellies far |
| Jake Busey          | – Joseph                  |
| Rob Lowe            | – Richard Rank            |
| Max Martini         | – Willie                  |
| J.A. Preston        | – Senator                 |

### Fotnoter
1. ↑  ”Contact” (på engelska). Box Office Mojo. 11 juli 1997. http://www.boxofficemojo.com/movies/?id=contact.htm. Läst 7 oktober 2016.
2. ↑  Anders Engström (22 december 2002). ”Snabbare än ljuset”. I dag. Arkiverad från originalet den 9 oktober 2016. https://web.archive.org/web/20161009234214/http://www.idg.se/2.1085/1.71582/snabbare-an-ljuset. Läst 7 oktober 2016.